# ブルキニ

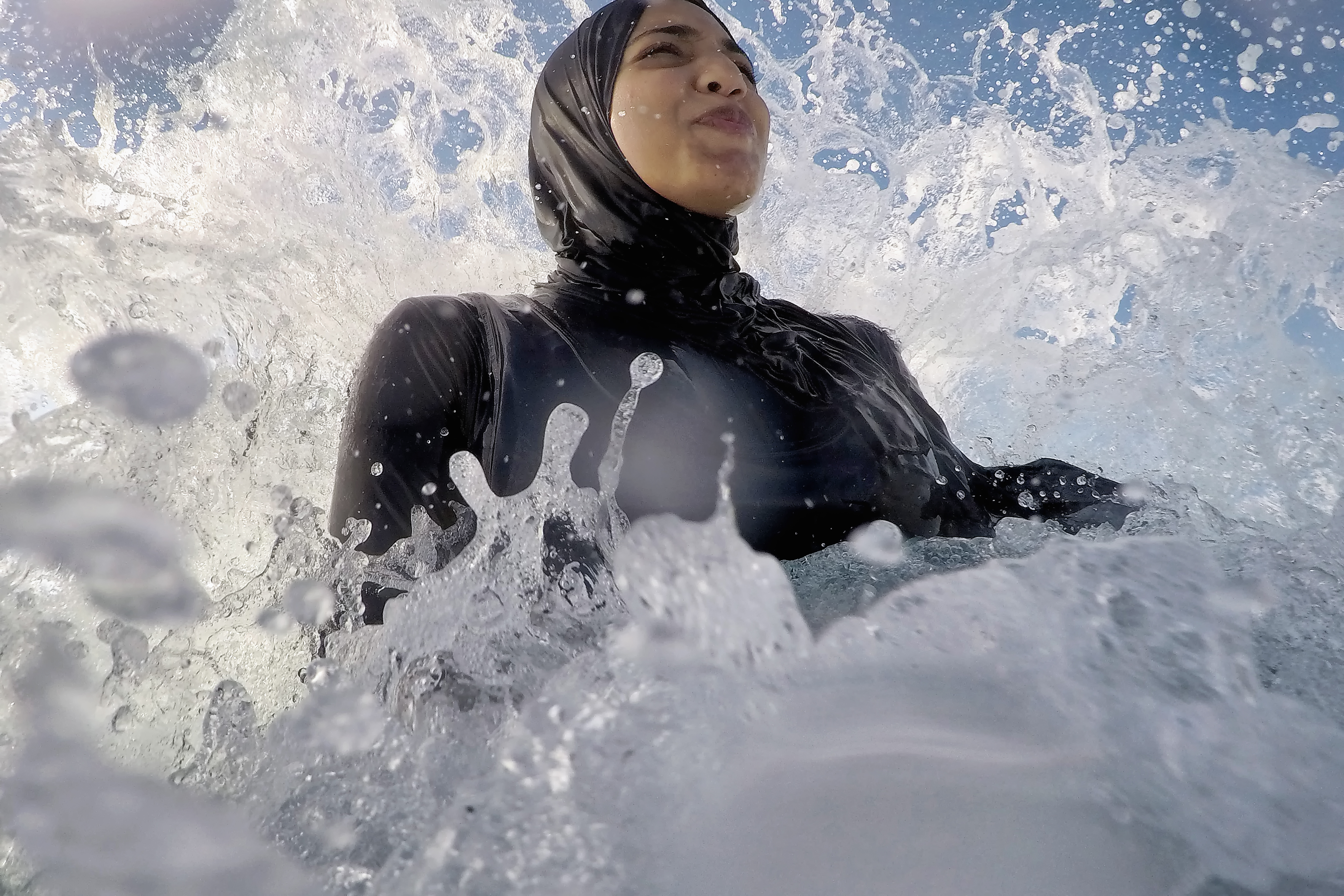
ブルキニを着て波間を泳ぐ女性。

ブルキニ (burkini, burqini) とは、イスラームの女性信者向け水着の一種で、「ビキニ」と「ブルカ」から成る造語である。

## 概要
オーストラリアで活動しているレバノン系オーストラリア人のデザイナー、アヘダ・ザネッティ (Aheda Zanetti) が考案し、商標登録をしたもので、2004年にオンライン販売を開始した。特徴はイスラームの戒律に合うように手足の先と顔だけしか露出しない、体に密着しないデザインにある。
オーストラリアのイスラーム指導者（ムフティー）であるシェイク・タージ・アルディン・アル・ヒアリ (Sheik Taj Aldin al-Hilali) はブルキニをイスラーム法において合法（ハラル）であるとの宗教的見解（ファトワー）を出した。
ザネッティのブルキニは販売開始から2008年までに世界で約70万着を売り上げたといい、世界中のイスラームの女性信者の間で広まっているが、ヨーロッパの一部の国では、様々な理由をつけられてブルキニを着た女性が公共の場から追い出される事態が起きて社会問題化している。
2016年、フランス国務院はブルキニ着用禁止を「基本的自由を侵害する深刻かつ明白な違法行為」に当たると判断した。
2022年現在、フランスの地方自治体の多くは公共プールにおいてブルキニの着用を禁じているが、禁止の理由については宗教的信条に触れず衛生上の理由としている場合が多い。

## 備考
- イスラム教徒女性向けの水着はザネッティの発案以前からあるが、ザネッティの「ブルキニ」はヘッドカバー付きのツーピースタイプのデザインの点で新しいという[2]。「ブルキニ」の語はイスラム教徒女性向けの水着一般を指して使われるようになっており[10]、ザネッティが商標権を主張している[2][10]。
- ブルキニの利用者はイスラム教徒に限らず、日焼け防止のために着用したり、皮膚がんの元患者で着用したりする人もいる[2][11]。